# Eremochrysa (Eremochrysa) fraterna
Eremochrysa (Eremochrysa) fraterna is een insect uit de familie van de gaasvliegen (Chrysopidae), die tot de orde netvleugeligen (Neuroptera) behoort. 
Eremochrysa (Eremochrysa) fraterna is voor het eerst wetenschappelijk beschreven door Banks in 1897.